# Ескі-Абдал
Ескі́-Абда́л (крим. Eski Abdal), Старий Абдал, також Вера-Абдал, або Загороднє, Заміський (рос. Загороднее) — мікрорайон в Сімферополі, у Київському районі міста, колишнє село.

## Опис
Розташований на півночі міста, обмежений зі сходу та півдня річкою Абдалка, з півночі об'їзною дорогою Ялтинської траси, з заходу пагорбом Абдал-Кир.
Складається з старої малоповерхової забудови, що розташовується по річці Абдалка, та з мікрорайону багатоповерхівок біля об'їзної дороги.
Головні вулиці — Ковильна, Межова, Присадибна, Пасечна.
У районі знаходиться дитячій садок № 14, а також Нижній Абдальський став та абдальське джерело.
Зупинка «м/н Заміський» є кінцевою зупинкою тролейбуса № 5.

## Історія
Сьогодні слово «Абдал» набуло лише одного значення: два цвинтарі в Сімферополі. Але спочатку цим словом, що перекладається як «незграбний», назвали спочатку одне, а потім і кілька сіл, що з'явилися на берегах Абдалки. Поселення Абдал вперше згадується у 1778 році у «Відомості про виведених із Криму в Приазов'ї християн» О. В. Суворова, де записано про 149 депортованих з села волохів.
За часів Кримського ханства село Абдал (або Авдал на деяких картах) належало до Акмечетського каймаканства Акмечетського кадилика, і згадується в Камеральному Описі Криму за 1784 рік. Після анексії Криму Росією село належало до Таврійської області.
У 1805 році в Абдалі в 17 дворах проживало 122 кримські татарини, а на карті 1817 вже можна бачити два села Абдал. Після волосної реформи 1829 року Старий (або Нижній) Абдал віднесли до Сарабузской волості (Сарабуз — нині Гвардійське).
У 1842 році в Старому Абдалі було 34 двори.
В «Списку населених місць Таврійської губернії за відомостями 1864» в селі Абдал у шести дворах було 33 мешканці та мечеть.
18 травня 1948 року Старий Абдал або Вера-Абдал був перейменований на Загороднє. Село входило до Кам'янської сільради, і було включено до складу міста у 1977 році. Забудова старого села збереглося і зараз, вона починається метрів за двісті від об'їзної дороги і доходить до кінцевої зупинки тролейбуса десятого маршруту на вулиці Кечкеметській.